# Aavena säär
Aavena säär är en landtunga i Estland.   Den ligger i landskapet Pärnumaa, i den västra delen av landet, 120 km sydväst om huvudstaden Tallinn.
Terrängen inåt land är mycket platt. Havet är nära Aavena säär åt sydväst.  Närmaste större samhälle är Virtsu, 9,4 km nordväst om Aavena säär.